# Ashes Tour 1911/12
Die Ashes Tour 1911/12 war die Tour der englischen Cricket-Nationalmannschaft, die die 21. Austragung der Ashes beinhaltete, und wurde zwischen dem 15. Dezember 1911 und 1. März 1912 durchgeführt. Die Ashes Series 1911/12 selbst wurde in Form von fünf Testspielen zwischen Australien und England ausgetragen. Austragungsorte waren jeweils australische Stadien. Die Tour beinhaltete neben der Testserie eine Reihe weiterer Spiele zwischen den beiden Mannschaften im Winter 1911/12. England gewann die Serie 4–1.

## Vorgeschichte
Für beide Mannschaften war es die erste Tour der Saison.
Das letzte Aufeinandertreffen der beiden Mannschaften bei einer Tour fand in der Saison 1909 in England statt.

## Stadien
Die folgenden Stadien wurden für die Tour als Austragungsort vorgesehen.
| Stadion                  | Stadt     | Kapazität | Spiele       |
| ------------------------ | --------- | --------- | ------------ |
| Adelaide Oval            | Adelaide  | 53.583    | 3. Test      |
| Melbourne Cricket Ground | Melbourne | 100.024   | 2. & 4. Test |
| Sydney Cricket Ground    | Sydney    | 48.000    | 1. & 5. Test |

## Kaderlisten
Die Mannschaften benannten die folgenden Kader.
| Test | Test |
| Australien | England |
| --- | --- |
| - Clem Hill (K) - Warwick Armstrong - Warren Bardsley - Sammy Carter (wk) - Tibby Cotter - Syd Gregory - Gerry Hazlitt - Ranji Hordern - Charles Kelleway - Charles Macartney - Jimmy Matthews - John McLaren - Roy Minnett - Vernon Ransford - Victor Trumper - Bill Whitty | - Johnny Douglas (K) - Sydney Barnes - Frank Foster - George Gunn - J. W. Hearne - Bill Hitch - Jack Hobbs - Sep Kinneir - Phil Mead - Wilfred Rhodes - Tiger Smith (wk) - Bert Strudwick (wk) - Joseph Vine - Frank Woolley |

## Tests

### Erster Test in Sydney
| 15. – 21. Dezember Scorecard | Sydney | Australien 447 (127) & 308 (104.3) | – | England 318 (101.5) & 291 (123.2) |
|                              |        | Australien gewinnt mit 146 Runs    |   |                                   |

Australien gewann den Münzwurf und entschied sich als Schlagmannschaft zu beginnen. Für sie bildeten Eröffnungs-Batter Warren Bardsley und Charles Kelleway eine Partnerschaft. Bardsley schied nach 30 Runs aus und wurde durch Clem Hill ersetzt. Nachdem Kelleway 20 Runs erreicht hatte und Warwick Armstrong aufs Feld kam, verlor auch Hill nach 46 Runs sein Wicket. Armstrong bildete daraufhin mit Victor Trumper eine weitere Partnerschaft, bevor er selbst nach einem Fifty über 60 Runs ausschied. Es folgte ihm Vernon Ransford mit 26 Runs und nachdem Roy Minnett aufs Feld kam endete der Tag beim Stand von 317/5. Am zweiten Spieltag verlor Trumper sein Wicket nach einem Century über 113 Runs aus 208 Bällen, woraufhin Ranji Hordern aufs Feld kam. Minnett schied nach einem Fifty über 90 Runs aus und nachdem Sammy Carter 13 Runs erzielte beendete Hordern das Innings ungeschlagen mit 17 Runs. Bester englischer Bowler war Sydney Barnes mit 3 Wickets für 107 Runs. Für England formten die Eröffnungs-Batter Jack Hobbs und Sep Kinneir eine Partnerschaft. Kinneir erreichte 22 Runs, bevor Wilfred Rhodes ins Spiel kam und 41 Runs beisteuerte. Daraufhin kam J. W. Hearne auf den Platz und nachdem Hobbs sein Wicket nach einem Fifty über 63 Runs verlor endete der Tag beim Stand von 142/4. Nach einem Ruhetag erzielte der hineinkommende Frank Foster ein Fifty über 56 Runs und an der Seite von Hearne folgte Frank Woolley. Diesem gelangen 39 Runs, bevor Hearne nach einem Fifty über 76 Runs das letzte Wicket des Innings verlor bei einem Rückstand von 129 Runs verlor. Beste australische Bowler waren Ranji Hordern mit 5 Wickets für 85 Runs und Charles Kelleway mit 3 Wickets für 46 Runs. In ihrem zweiten Innings begannen für Australien abermals  Warren Bardsley und Charles Kelleway. Bardsley schied nach 12 Runs aus und nachdem Clem Hill ins Spiel kam endete der Tag beim Stand von 119/1. Am vierten Spieltag schied Hill nach einem Fifty über 65 Runs aus und wurde durch Warwick Armstrong ersetzt. Kelleway erreichte ebenfalls ein Fifty über 70 Runs und dem hineinkommenden Victor Trumper gelangen 14 Runs. Armstrong bildete daraufhin mit Vernon Ransford eine Partnerschaft, bevor er selbst nach 28 Runs ausschied. Ranji Hordern erzielte daraufhin 19 Runs und nachdem Roy Minnett ins Spiel kam, verlor Ransford nach 34 Runs sein Wicket. Minnett formte daraufhin eine weitere Partnerschaft mit Sammy Carter. Minnett schied daraufhin nach 17 Runs aus und Carter erhöhte mit seinen 15 Runs die Vorgabe für England auf 438 Runs, als er das letzte Wicket des Innings verlor. Beste englische Bowler waren Frank Foster mit  Wickets für 92 Runs und Johnny Douglas mit 4 Wickets für 50 Runs. Für England begannen daraufhin Jack Hobbs und Sep Kinneir mit der Antwort. Hobbs schied nach 22 Runs aus und nachdem George Gunn aufs Feld kam endete der Tag beim Stand von 65/1. Am fünften Spieltag schied Kinneir nach 30 Runs aus und der ihm folgende Phil Mead erreichte 25 Runs. Gunn verlor dann sein Wicket nach einem Fifty über 62 Runs, woraufhin Frank Foster und J. W. Hearne eine weitere Partnerschaft formten. Foster gelangen 21 Runs, woraufhin Johnny Douglas mit Hearne einen weiteren Partner fand. Hearne schied nach 43 Runs aus, woraufhin der Tag beim Stand von 263/8 endete. Am sechsten Spieltag verlor Douglas nach 32 Runs sein Wicket und für England formten Sydney barnes und Bert Strudwick eine letzte Partnerschaft. Barnes schied dann nach 14 Runs aus, als Strudwick 12* Runs erzielt hatte. Bester australischer Bowler war Ranji Hordern mit 7 Wickets für 90 Runs.

### Zweiter Test in Melbourne
| 30. Dezember – 3. Januar Scorecard | Melbourne | Australien 184 (62.1) & 299 (91.1) | – | England 265 (98.1) & 219-2 (67.1) |
|                                    |           | England gewinnt mit 8 Wickets      |   |                                   |

Australien gewann den Münzwurf und entschied sich als Schlagmannschaft zu beginnen. Sie verloren früh vier Wickets, bevor Victor Trumper und Vernon Ransford eine Partnerschaft formten. Trumper erreichte 13 Runs und wurde gefolgt durch Ranji Hordern. Nachdem Ransford nach 43 Runs ausschied erzielten an der Seite von Hordern Tibby Cotter 14 und Sammy Carter 29 Runs. Bill Whitty verlor dann nach 14 Runs das letzte Wicket des Innings, als Hordern 49* Runs erzielt hatte. Bester englischer Bowler war Sammy Barnes mit 5 Wickets für 44 Runs. Für England bildete der Eröffnungs-Batter Wilfred Rhodes zusammen mit dem dritten Schlagmann J. W. Hearne eine Partnerschaft, die den Tag beim Stand von 38/1 beendeten. Nach einem Ruhetag schied Rhodes nach einem Fifty über 61 Runs und der hineinkommende George Gunn erreichte 10 und Phil Mead 11 Runs. Daraufhin verlor auch Hearne nach einem Century über 114 Runs aus 243 Bällen sein Wicket. Von den verbliebenen Battern konnte lediglich Frank Woolley mit 23 Runs eine zweistellige Run-Zahl erreichen, und so endete das Innings mit einem Vorsprung von 81 Runs für England. Beste australische Bowler waren Ranji Hordern mit 4 Wickets für 66 Runs und Tibby Cotter mit 4 Wickets für 73 Runs. Am dritten Tag begann für Australien Charles Kelleway und Warren Bardsley das zweite Innings. Kelleway gelangen 13 Runs und kurz darauf schied auch Bardsley nach 16 Runs aus. Daraufhin etablierte sich Warwick Armstrong und an seiner Seite erzielte Vernon Ransford 32 Runs. Nachdem Ranji Hordern ins Spiel kam, schied Armstrong nach einem Fifty über 90 Runs aus. An der Seite von Hordern gelangen Roy Minnett 34 Runs, bevor auch Hordern nach 31 Runs sein Wicket verlor. In der Folge bildeten Tibby Cotter und Sammy Carter eine weitere Partnerschaft und beendeten den Tag beim Stand von 269/8. Am vierten Spieltag verloren Cotter nach 41 Runs und Carter nach 16 Runs ihre Wickets und das Innings endete mit einer Vorgabe von 219 Runs für England. Beste englische Bowler waren Frank Foster mit 6 Wickets für 91 Runs und Sydney Barnes mit 3 Wickets für 96 Runs. Für England begannen Wilfred Rhodes und Jack Hobbs. Rhodes schied nach 28 Runs aus und nachdem George Gunn 43 Runs erreichte, konnte Hobbs zusammen mit J. W. Hearne die Vorgabe einholen. Hobbs erzielte dabei ein Century über 126* Runs aus 206 Bällen und Hearne 12+ Runs. Die australischen Wickets erzielten Bill Whitty und Tibby Cotter.

### Dritter Test in Adelaide
| 12. – 17. Januar Scorecard | Adelaide | Australien 133 (60) & 476 (153.4) | – | England 501 (177.1) & 112-3 (42.2) |
|                            |          | England gewinnt mit 7 Wickets     |   |                                    |

Australien gewann den Münzwurf und entschied sich als Schlagmannschaft zu beginnen. Für sie bildete der dritte Schlagmann Ranji Hordern mit Warwick Armstrong eine Partnerschaft. Armstrong gelangen 33 Runs, woraufhin Victor Trumper aufs Feld kam. Hordern schied nach 25 Runs aus. Nachdem der hineinkommende Tobby Cutter 11 Runs erzielte schied auch Trumper nach 26 Runs aus. Kurz darauf endete das Innings. Beste englische Bowler waren Frank Foster mit 5 Wickets für 36 Runs und Sydney Barnes mit 3 Wickets für 71 Runs. Für England etablierten sich die Eröffnungs-Batter Jack Hobbs und Wilfred Rhodes, bevor der Tag beim Stand von 49/0 endete. Am zweiten Spieltag schied Rhodes nach einem Fifty über 59 Runs aus und an der Seite von Hobbs gelangen George Gunn 29 und J. W. Hearne 12 Runs. Nachdem Phil Mead ins Spiel kam verlor Hobbs sein Wicket nach einem Century über 187 Runs aus 351 Bällen. An der Seite von Mead etablierte sich Frank Foster, bevor der Tag beim Stand von 327/4 endete. Nach einem Ruhetag verlor Mead am dritten Spieltag sein Wicket nach 46 Runs. Der hineinkommende Johnny Douglas konnte 35 Runs erzielen, woraufhin Frank Wooley ins Spiel kam. Foster schied nach einem Fifty über 71 Run aus und wurde durch Tiger Smith ersetzt. Woolley erreichte dann 20 Runs und Smith 22 Runs, bevor das Innings mit einem Vorsprung von 368 Runs für England endete. Bester australischer Bowler war Tibby Cotter mit 4 Wickets für 125 Runs. Für Australien formten die Eröffnungs-Batter Warren Bardesley und Charles Kelleway eine Partnerschaft. Kelleway schied nach 37 Runs aus und wurde durch Sammy Carter ersetzt, bevor der Tag beim Stand von 96/1 endete. Am vierten Spieltag verlor Bardsley sein Wicket nach einem Fifty über 63 Runs und an der Seite von Carter etablierte sich Clem Hill. Carter erreichte ein Fifty über 72 Runs und nachdem Warwick Armstrong ins Spiel kam, schied auch Hill nach einem Fifty über 98 Runs aus. Armstrong fand mit Roy Minnett einen weiteren Partner. Armstrong erreichte daraufhin 25 Runs und der Tag endete beim Stand von 360/5. Am fünften Spieltag scheid und auch Minnett nach 38 Runs früh aus. In der Folge bildeten Vernon Ransford und Jimmy Matthews eine weitere Partnerschaft. Ransford gelangen 38 Runs und nachdem Tibby Cotter ins Spiel kam verlor Matthews nach einem Fifty über 53 Runs sein Wicket. Kurz darauf fiel das letzte Wicket des Innings von Cotter nach 15 Runs und Australien stellte damit England eine Vorgabe von 109 Runs. Beste englischer Bowler war Sydney Barnes mit 5 Wickets für 105 Runs. Für England bildete Eröffnungs-Batter Wilfred Rhodes zusammen mit dem dritten Schlagmann George Gunn eine Partnerschaft. Gunn schied nach 45 Runs aus, während Rhodes mit einem Fifty über 57* Runs die Vorgabe einholen konnte. Die australischen Wickets erzielten Charles Keleway, Jimmy Matthews und Ranji Hordern.

### Vierter Test in Melbourne
| 9. – 13. Februar Scorecard | Melbourne | Australien 191 (65.1) & 173 (61.5)             | – | England 589 (190.5) |
|                            |           | England gewinnt mit einem Innings und 225 Runs |   |                     |

England gewann den Münzwurf und entschied sich als Feldmannschaft zu beginnen. Für Australien bildeten die Eröffnungs-Batter Charles Kelleway und Ranji Hordern eine Partnerschaft. Kelleway erreichte 29 Runs und kurz darauf schied auch hordern nach 19 Runs aus. Daraufhin formten Victor Trumper und Clem Hill eine Partnerschaft. Trumper gelangen 17 Runs, woraufhin Roy Minnett ins Spiel kam. Hill verlor sein Wicket nach 22 Runs und Minnett schied nach einem Fifty über 6 Runs aus. Das letzte Wicket verlor Tibby Cotter nach 15 Runs. Beste englische Bowler waren Sydney Barnes mit 5 Wickets für 74 Runs und Frank Foster mit 4 Wickets für 77 Runs. Für England konnte sich die Eröffnungs-Partnerschaft zwischen Jack Hobbs und Wilfred Rhodes etablieren und beendete den Tag beim Stand von 54/0. Am zweiten Tag verlor Hobbs nach einer Partnerschaft über 323 Runs nach einem Century über 178 Runs aus 296 Bällen sein Wicket, woraufhin George Gunn ins Spiel kam. Der Tag endete in der Folge beim Stand von 370/1. Nach einem Ruhetag verlor Rhodes sein Wicket nach einem Century über 179 Runs aus 405 Bällen und wurde gefolgt durch Frank Foster. Gunn gelang ein Fifty über 75 Runs, bevor er durch Frank Wooley ersetzt wurde. Foster schied nach 50 Runs aus und nachdem Phil Mead ins Spiel kam verlor Wooley sein Wicket nach einem Fifty über 6 Runs. Mead gelangen 21 Runs, womit er den Vorsprung Englands am Ende des ersten Innings auf 398 Runs erhöhte. Beste australische Bowler mit jeweils drei Wickets waren Roy Minnett (für 59 Runs), Warwick Armstrong (für 93 Runs) und Ranji Hordern (für 137 Runs). Für Australien etablierte sich Eröffnungs-Batter Sammy Carter und der Tag endete beim Stand von 8/0. Am vierten  Spieltag fand Carter mit Victor Trumper einen Partner. Carter erreichte 38 Runs und kurz darauf schied auch Trumper nach 28 Runs aus. Die ihnen folgenden Warwick Armstrong und Clem Hill erreichten jeweils 11 Runs, woraufhin sich Vernon Ransford etablieren konnte. Er fand mit Jimmy Matthews einen Partner, der 10 Runs erzielte, bevor das letzte Wicket fiel als Ransford 29 Runs erreicht hatte und die Innings-Niederlage feststand. Beste englische Bowler waren Johnny Douglas mit 5 Wickets für 46 Runs und Frank Foster 3 Wickets für 38 Runs.

### Fünfter Test in Sydney
| 23. Februar – 1. März Scorecard | Sydney | England 324 (129) & 214 (70.3) | – | Australien 176 (53) & 292 (102.1) |
|                                 |        | England gewinnt mit 70 Runs    |   |                                   |

England gewann den Münzwurf und entschied sich als Schlagmannschaft zu beginnen. Für sie begannen Eröffnungs-Batter Jack Hobbs und der dritte Schlagmann George Gunn mit einer Partnerschaft. Hobbs schied nach 32 Runs aus und der hineinkommende Frank Foster erzielte 15 Runs. Nachdem Johnny Douglas ins Spiel kam verlor Gunn nach einem Fifty über 52 Runs sein Wicket und wurde durch Frank Woolley ersetzt. Douglas erreichte 18 Runs und mit dem hineinkommen von Joseph Vine endete der Tag beim Stand von 204/6. Am zweiten Tag verlor Vine sein Wicket nach 36 Runs und Woolley beendete das Innings ungeschlagen nach einem Century über 133* Runs aus 215 Bällen. Beste australische Bowler waren Ranji Hodern mit 5 Wickets für 95 Runs und Gerry Hazlitt mit 3 Wickets für 75 Runs. Für Australien formte der Eröffnungs-Batter Syd Gregory und der dritte Schlagmann Clem Hill eine Partnerschaft. Hill erreichte 20 Runs und wurde durch Warwick Armstrong ersetzt. Gregory schied nach 32 Runs aus und nachdem Vernon Ransford aufs Feld kam verlor auch Armstrong sein Wicket nach 33 Runs. Zusammen mit Sammy Carter beendete Ransford den tag beim Stand von 133/5. Nach einem Ruhetag und einem weiteren Tag wo das Spielen auf Grund von Regenfällen nicht möglich war, schied Ransford nach 29 Runs aus und wurde durch Charles Macartney gefolgt, dem 26 Runs gelangen. Carter schied dann nach 11 Runs aus und verkürzte so den Rückstand auf 148 Runs. Bester englischer Bowler war Sydney Barnes mit 3 Wickets für 56 Runs. Für England begannen in ihrem zweiten Innings die Eröffnungs-Batter Jack Hobbs und Wilfred Rhodes. Hobbs schied nach 45 Runs aus und kurz darauf auch Rhodes nach 30 runs. Daraufhin etablierte sich George Gunn und an seiner Seite erzielte J. W. Hearne 18 und Frank Woolley 11 Runs. Gunn schied daraufhin nach einem Fifty über 61 Runs aus und dem hineinkommenden Tiger Smith gelangen 13 Runs. Der Tag endete beim Stand von 209/9. Am vierten Spieltag endete das Innings der englischen Mannschaft mit einer Vorgabe von 363 Runs für Australien. Beste australische Bowler waren Ranji Hordern mit 5 Wickets für 66 Runs und Warwick Armstrong mit 3 Wickets für 35 Runs. Für Australien bildeten die Eröffnungs-Batter Victor Trumper und Syd Gregory eine Partnerschaft. Gregory erreichte 40 Runs und nachdem Warwick Armstrong ins Spiel kam, schied auch Trumper nach einem Fifty über 50 Runs aus. Dieser wurde gefolgt durch Roy Minnett und der Tag endete beim Stand von 193/3. Am fünften Spieltag schied Armstrong nach 33 Runs aus und Minnett nach einem Fifty über 61 Runs. Charles Macartney und Sammy Carter formten eine weitere Partnerschaft. Macartney verlor sein Wicket nach 27 Runs und Carter nach 23 Runs, woraufhin es den verbliebenen Battern nicht gelang die Vorgabe einzuholen. Beste englische Bowler waren Frank Foster mit 4 Wickets für 43 Runs und Sydney Barnes mit 4 Wickets für 106 Runs.

## Statistiken
Die folgenden Cricketstatistiken wurden bei dieser Tour erzielt.
| Tests             | Tests      | Tests   | Tests   | Tests   | Tests   | Tests   | Tests   | Tests   |
| Batting           | Batting    | Batting | Batting | Batting | Batting | Batting | Batting | Batting |
| Spieler           | Mannschaft | Spiele  | Innings | Runs    | Average | HS      | 100s    | 50s     |
| ----------------- | ---------- | ------- | ------- | ------- | ------- | ------- | ------- | ------- |
| Jack Hobbs        | England    | 5       | 9       | 662     | 82,75   | 187     | 3       | 1       |
| Wilfred Rhodes    | England    | 5       | 9       | 463     | 57,87   | 179     | 1       | 3       |
| George Gunn Gunn  | England    | 5       | 9       | 381     | 42,33   | 75      | 0       | 4       |
| Warwick Armstrong | Australien | 5       | 10      | 324     | 32,40   | 90      | 0       | 2       |
| Roy Minnett       | Australien | 5       | 10      | 305     | 30,50   | 90      | 0       | 3       |
| Bowling           |            |         |         |         |         |         |         |         |
| Spieler           | Mannschaft | Spiele  | Overs   | Wickets | Average | BBI     | 5W      | 10W     |
| Sydney Barnes     | England    | 5       | 297.0   | 34      | 22,88   | 5/44    | 3       | 0       |
| Frank Foster      | England    | 5       | 276.4   | 32      | 21,62   | 6/91    | 3       | 0       |
| Ranji Hordern     | Australien | 5       | 277.3   | 32      | 24,37   | 7/90    | 4       | 1       |
| Johnny Douglas    | England    | 5       | 139.5   | 15      | 23,66   | 5/46    | 1       | 0       |
| Tibby Cotter      | Australien | 4       | 166.0   | 12      | 45,66   | 4/73    | 0       | 0       |